# Murtojärvi (sjö i Joensuu, Norra Karelen)
Murtojärvi är en sjö i kommunen Joensuu i landskapet Norra Karelen i Finland. Sjön ligger 104,8 meter över havet. Den är 13,9 meter djup. Arean är 88 hektar och strandlinjen är 7,47 kilometer lång. Sjön  ingår i Vuoksens huvudavrinningsområde.   Den ligger omkring 26 kilometer sydöst om Joensuu och omkring 370 kilometer nordöst om Helsingfors. 
I sjön finns öarna Suursaari, Munasaari och Ketkasaari. 